# Алекс Руфер
Алекс Артур Руфер (англ. Alex Arthur Rufer, нар. 12 червня 1996, Женева, Швейцарія) — новозеландський футболіст, півзахисник клубу «Веллінгтон Фенікс».

## Клубна кар'єра
Народився 12 червня 1996 року в місті Женева у родині новозеландського футболіста Шейна Руфера, його дядько — один з найвидатніших футболістів в історіх країни Вінтон Руфер. Вихованець футбольної школи клубу «Янг Харт Манавату». Дорослу футбольну кар'єру розпочав 2013 року в основній команді того ж клубу. Того ж 2013 року приєднався до складу клубу «Веллінгтон Фенікс». Відтоді встиг відіграти за команду з Веллінгтона 11 матчів в національному чемпіонаті.

## Виступи за збірні
2013 року дебютував у складі юнацької збірної Нової Зеландії, взяв участь у 13 іграх на юнацькому рівні, відзначившись 3 забитими голами.
З 2015 року залучався до складу молодіжної збірної Нової Зеландії. На молодіжному рівні зіграв у 5 офіційних матчах, забив 1 гол.
7 вересня 2015 року дебютував у складі національної збірної Нової Зеландії у матчі проти М'янми, вийшовши на заміну. Наразі провів у формі головної команди країни 3 матчі.
У складі збірної був учасником розіграшу Кубка конфедерацій 2017 року у Росії.

## Титули і досягнення
- Переможець Юнацького чемпіонату ОФК: 2013